# Joseph Estrada
Joseph Ejercito Estrada, rodným jménem José Marcelo Ejército (* 19. dubna 1937, Manila) je filipínský politik a bývalý herec, který působil jako 13. prezident Filipín v letech 1998 až 2001.

## Život
Estrada nedokončil žádnou ze škol, ale již od třinácti se živil jako model a od dvaceti jako divadelní a filmový herec. Tehdy si také zvolil umělecké jméno Joseph Estrada, i kvůli své matce, která s jeho hereckou kariérou a neochotou dokončit nějakou ze škol nesouhlasila. Získal rychle značnou popularitu, hlavní roli hrál ve více než stovce filipínských filmů. Sám začal filmy i produkovat, stál u vzniku 75 snímků. Svou popularitu využil beze zbytku v politice, nejprve lokální. Do ní vstoupil ve 32 letech, roku 1969, když byl zvolen starostou předměstí Manily San Juan. Držel tento post až do roku 1986.
V letech 1987 až 1992 byl senátor, v letech 1992 až 1998 viceprezident za prezidenta Fidela Ramose, ačkoli nekandidoval původně jako Ramosův viceprezident (na Filipínách lidé v přímé volbě volí prezidenta a viceprezidenta zvlášť, takže se může stát, že lid zvolí prezidentovi jemu ne zcela nakloněného viceprezidenta, jako jistou protiváhu).
Estrada byl sám zvolen prezidentem v roce 1998, s velkým náskokem před svými vyzyvateli. Zastával úřad v době asijské finanční krize, navíc čelil problémům v zemědělství, jež byly způsobeny špatnými povětrnostními podmínkami. Na začátku jeho vlády tak poklesl hrubý domácí produkt o 0,6 % v roce 1998 (z růstu 5,2 % v roce 1997). Ekonomika se však v roce 1999 zotavila a následoval růst 3,4 % v roce 1999 a 4 % v roce 2000. V roce 2000 vyhlásil Estrada „totální válku“ muslimské separatistické Frontě islámského osvobození Moro a nechal zajmout její velitele. To ještě zvýšilo jeho popularitu. Avšak obvinění z korupce vyvolala soudní stíhání v Senátu a v roce 2001 byla Estrada senátním tribunálem – za probíhajících protiestradovských nepokojů v ulicích – zbaven funkce, jako první asijský politik v historii.
V roce 2007 byl Estrada odsouzen za finanční podvod Nejvyšším soudem na doživotí a k doživotnímu zákazu vykonávat politické funkce. Později mu ale udělila milost prezidentka Gloria Macapagal-Arroyová, a tak v prezidentských volbách v roce 2010 Estrada znovu kandidoval. Senátor Noynoy Aquino ho však jednoznačně porazil. Ani poté ale Estrada z politiky neodešel a působil jako primátor města Manily ve dvou funkčních obdobích, od roku 2013 do roku 2019.